# Fiat 1100
Fiat 1100 foi um automóvel do segmento C produzido pela Fiat por mais de três décadas.
A primeira versão do Fiat 1100 foi introduzida em 1937 como uma versão atualizada do modelo 508 "Balilla" (seu verdadeiro nome era 508C), com um visual similar ao 500 "Topolino" e o comprimento do 1500.

## Galeria

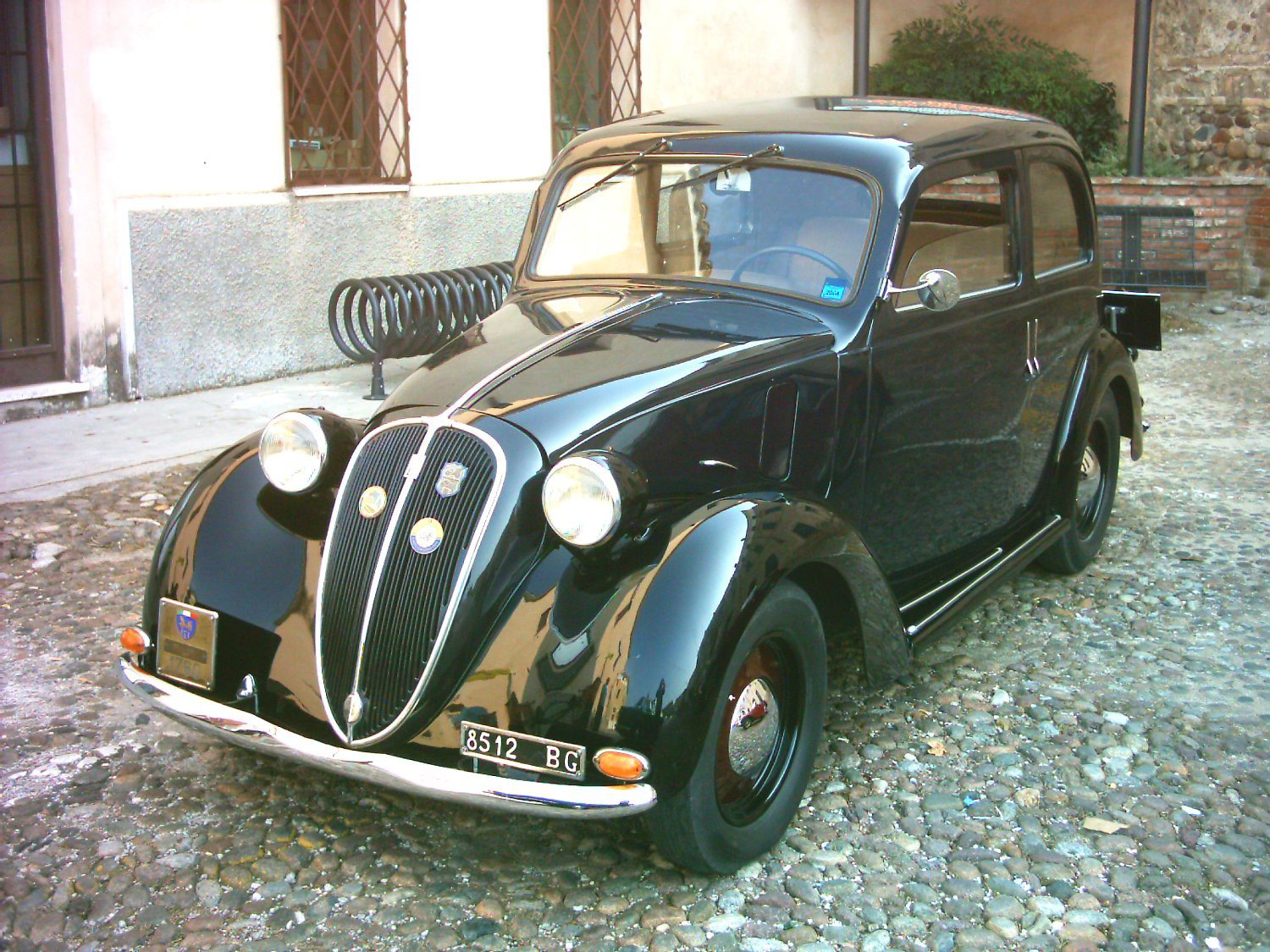
Um Fiat 1100/508C de 1937
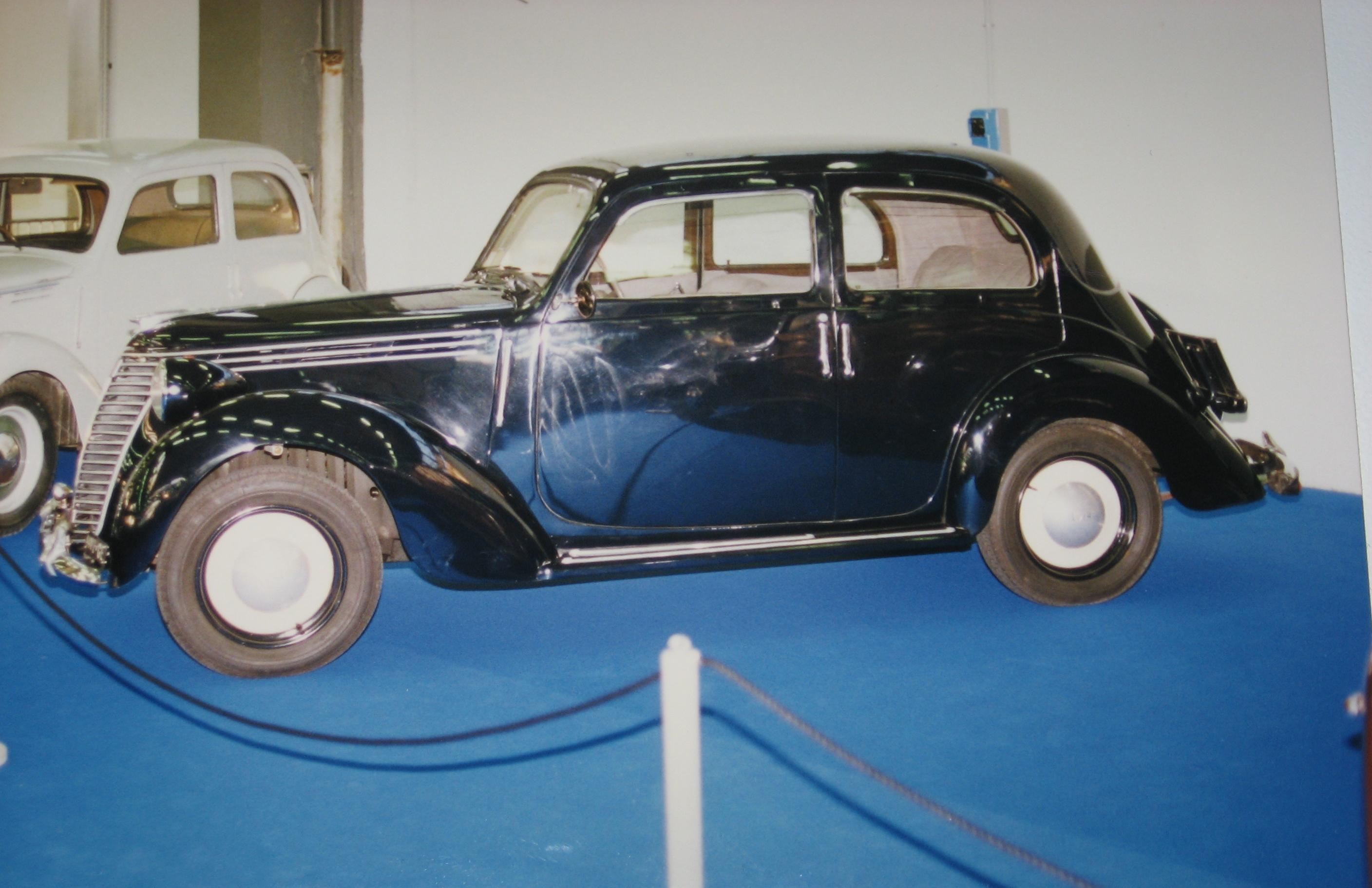
Fiat 1100-A
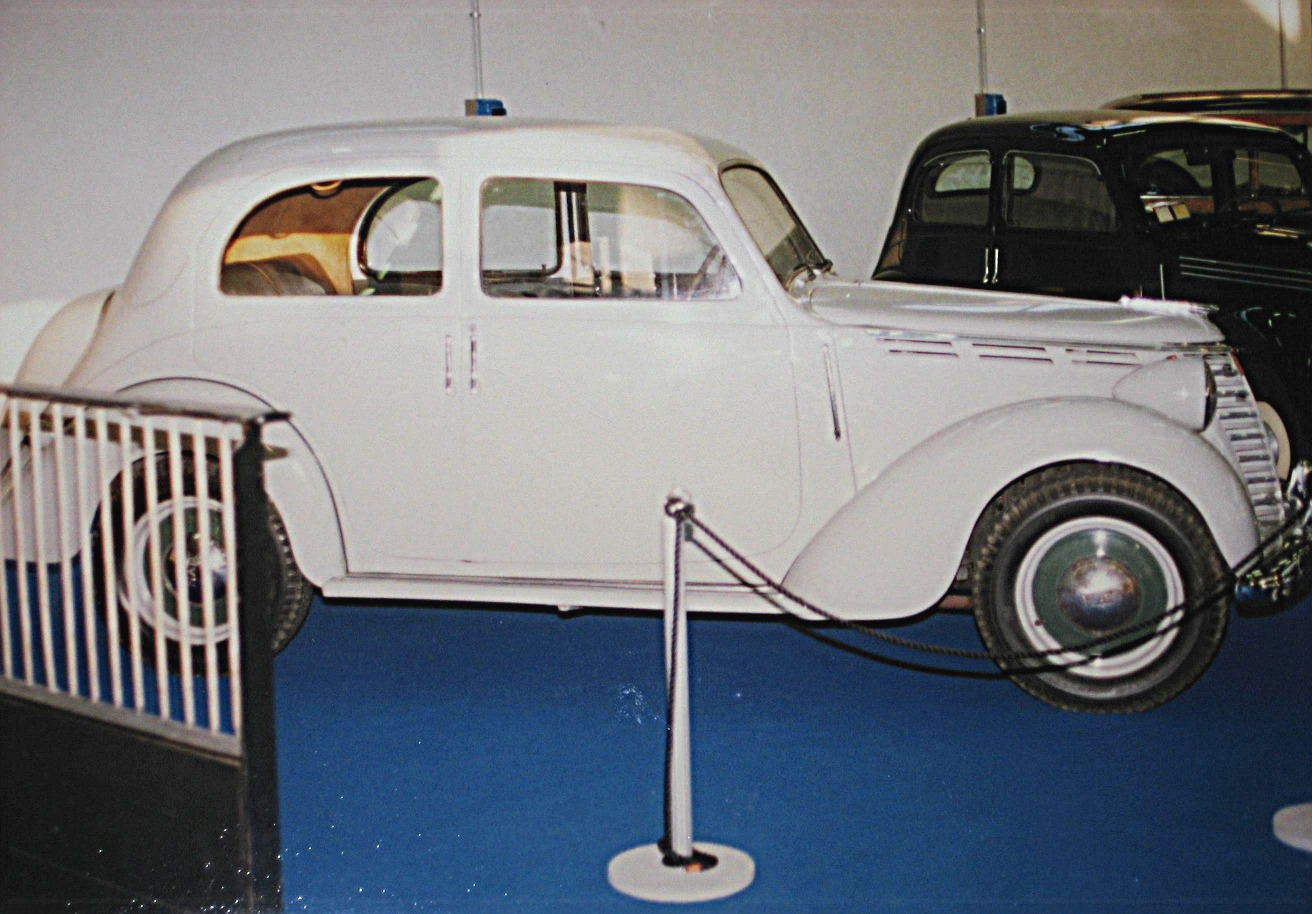
Fiat 1100-E
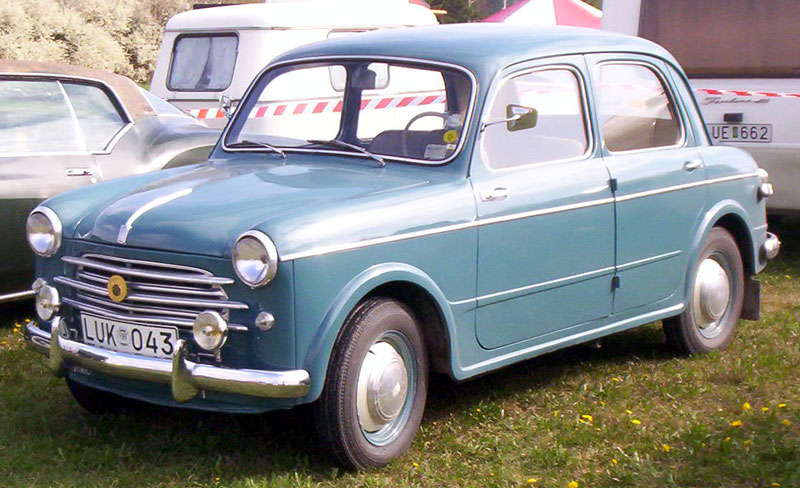
Fiat 1100/103 Tipo B (1953-1955)
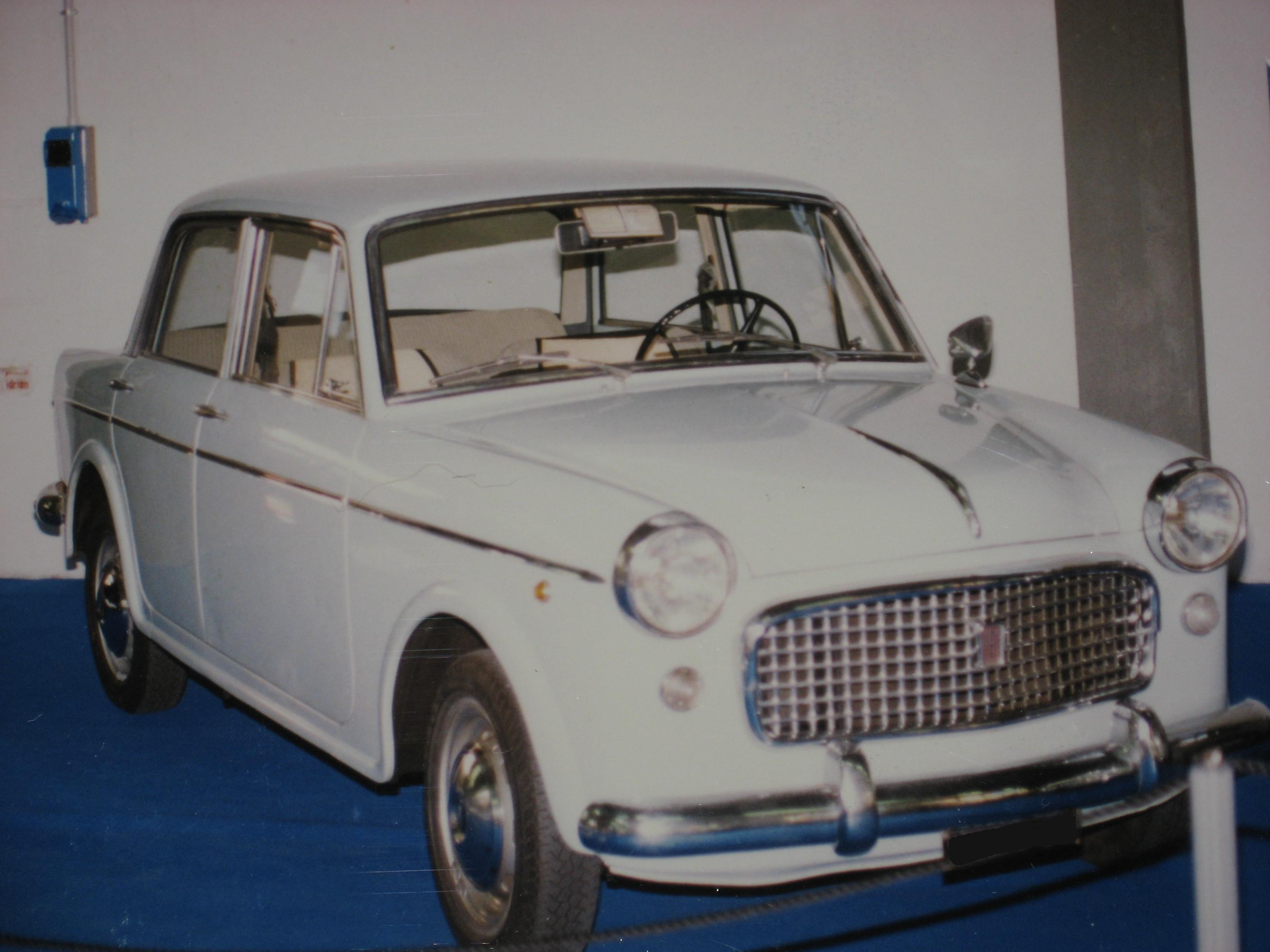
Fiat 1100 Special (1960-1962)
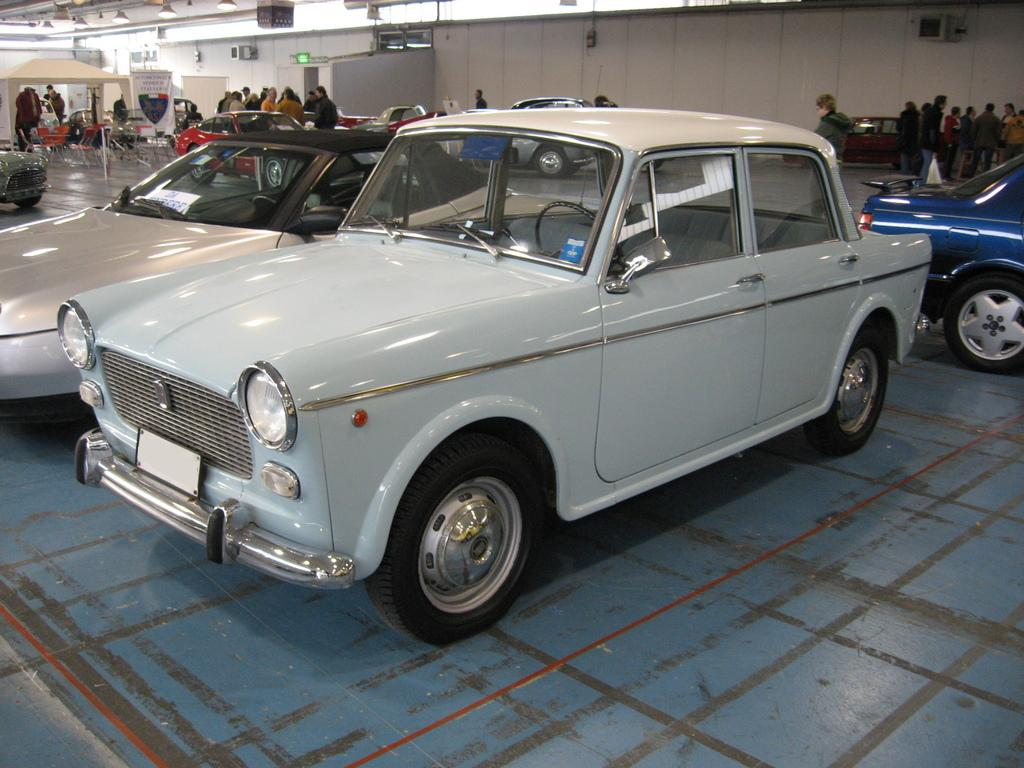
Fiat 1100-D (1962-1966)
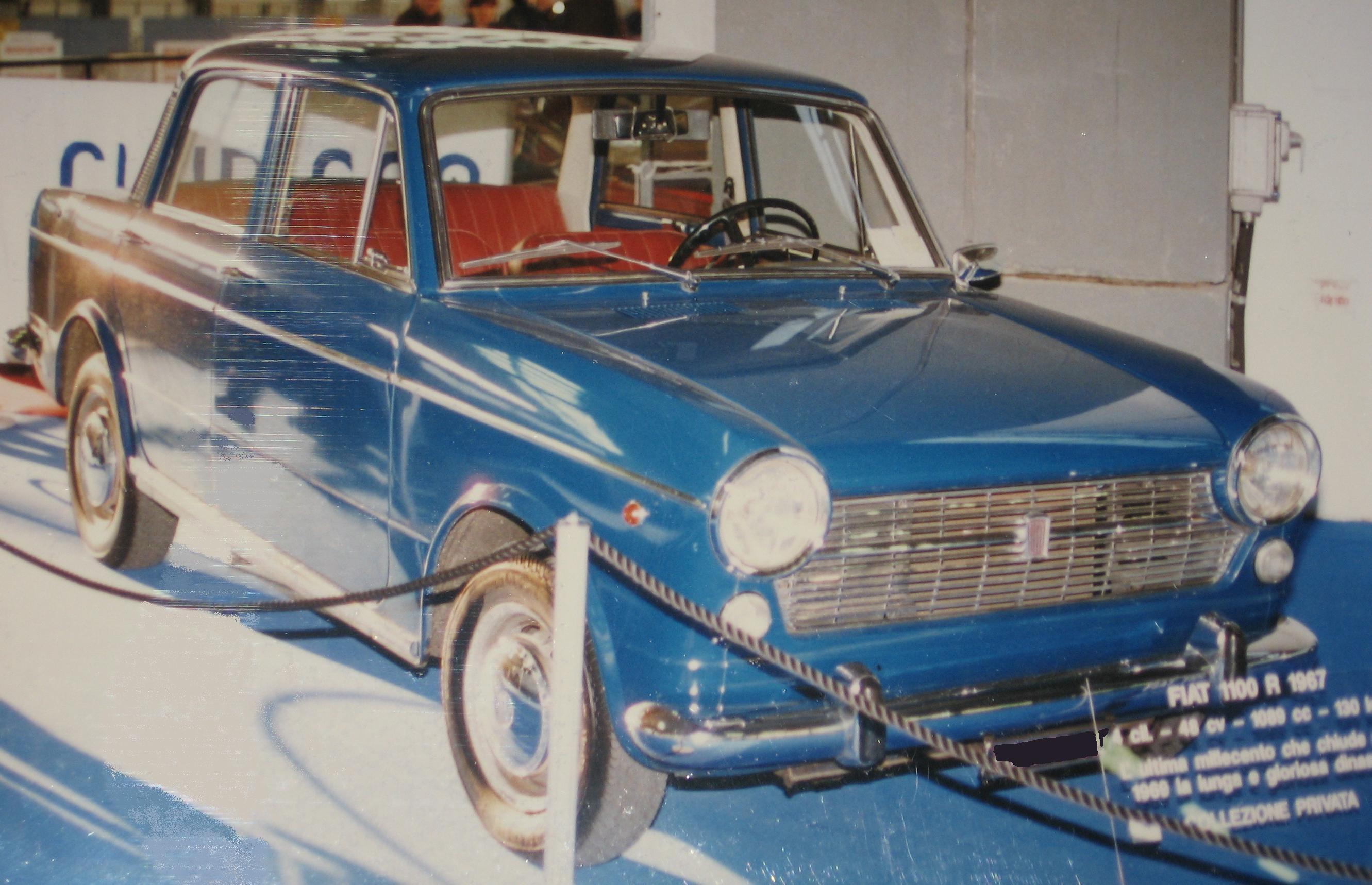
Fiat 1100 R (1966-1969)
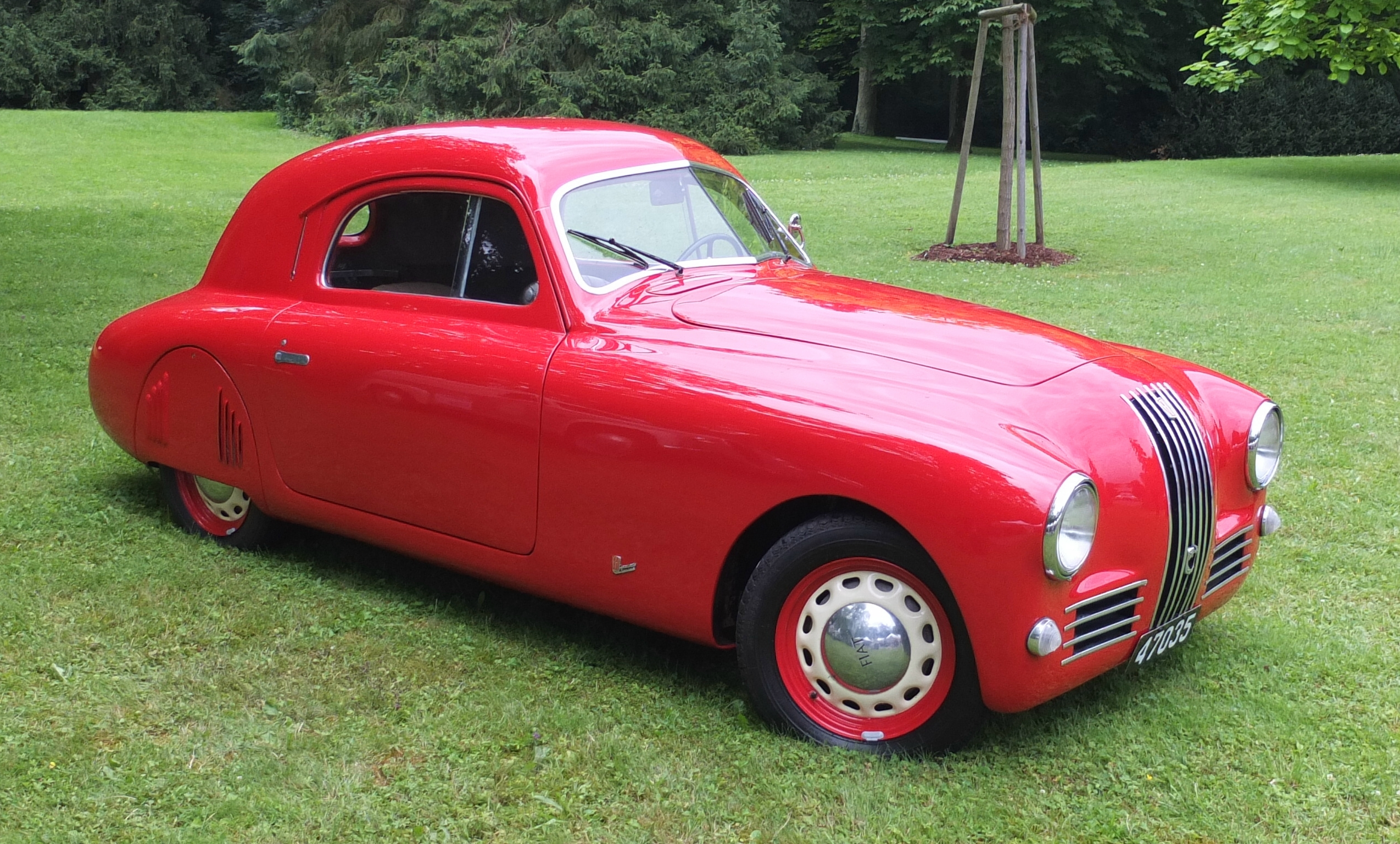
Fiat 1100 S MM 1947